# クロノユウスケ
クロノ ユウスケ（1979年6月2日 - ）は、日本のお笑い芸人。本名、鶴野 祐介（つるの ゆうすけ）。
熊本県芦北町出身。SMA NEET Project所属→フリー

## 来歴・人物
- 久留米大学卒業。
- 趣味はグラビアアイドルをチェックすること。
- 2003年3月デビュー。当初、芸名は「黒船男児」（くろふねだんじ）、その後「黒船ダンジ」に改名し、「黒」と本名を合わせた現在の芸名に至っている。「黒船男児」時代には、野地則彦、湯川☆セイントセイヤとの『劇団高所恐怖症』、湯川☆セイントセイヤ、ロリィタ族。愛奴人形姫子との『ロリィタ華族』のそれぞれのユニットでの活動も行ったこともある。
- 2010年からは、同じ事務所に所属する中村康とのコンビ『ヤスシオンデマンド』でも活動。
- 2015年ヤスシオンデマンド解散。
- ニコニコ動画、youtubeを中心に活動し、芸人活動も続けている模様。[独自研究?]

## 企画・イベント
ニコニコ生放送にて、「ダークソウル駅伝」(複数のゲーム実況者を集め、ダークソウルを使用した大規模コラボ企画)を主催している。
一時、Twitterのトレンドにランクされたこと程の人気を博した。

## 芸風
代表的なネタは「中国人のチェンさん」や「ヴィジュアル系社長」。現在の芸名に改名してからは、ヴィジュアル系方面のネタを行ったことも多かったが、再びチェンさんのネタを行うことも多くなっている。
「中国人のチェンさん」のネタでは、チェンさんが日本で何かをして失敗して逆切れするという展開になっている。登場曲は香港警察のテーマで、”ちゅみまちぇ～ん”と言いながら登場するのが定番である。
「ヴィジュアル系社長」のネタでは、衣装は黒を中心としたもの、または王子を意識した豪華に見える姿が多い。「どうも、どこかの王子です!」などのあいさつがある。「デスティニー!」という決め台詞があり、『キャラ☆キング』の『ビジュアル社長』のキャラクターにおいてもこの台詞を多用していた。
周りで見聞きしたことにツッコミを入れるネタなどがあり、『エンタの天使』では『調子こいた奴らのむかつく会話』にツッコミを入れるネタを披露していた。
ヤスシオンデマンド(コンビ)では、主に中村康のキャラクターを生かしたコントをしていた。漫才。

## 出演

### テレビ
- エンタの天使（日本テレビ） - 2008年2月6日（第2回）、キャッチコピーは「憤りのヴィジュアル系」
- キャラ☆キング（テレビ朝日制作、テレ朝チャンネル・独立UHF局各局他） - 『ビジュアル社長』のキャラクターで出演
- 芸人報道（日本テレビ）- 2012年10月1日、ヤスシオンデマンドとして出演

### ライブ
- 東京シリーズ（旧名：東京ノイズ→東京パセリ→東京ドミノ→東京御輿→東京ホリデー） - ・中野Studio twlで毎回満員を記録し、ドミノ・御輿では超満員を連発していた。舞台の横まで客席を設けるほどの盛況で、一時期インディーズお笑いシーンで最も熱いと噂されるライブとなる。東京シリーズ出演者：アルコ＆ピース(前身のセクシーチョコレート)、夙川アトム、ゴー★ジャス、ロリィタ族。、HEY！たくちゃん、ウメ、モダンタイムス、他現在も活躍中の芸人が多数出演した。アルコ＆ピース酒井とロリィタ族。の元恋人エピソードはこの頃である。
- 天狗の鼻ボキライブ-モダンタイムス、マツモトクラブ、  ヤスシオンデマンドの３組で発足。今現在[いつ?]も開催されている。

### アニメ
タイガー＆バニー -第１６話の原画としてスタッフロールに名を連ねている。第２４話にも参加したが名前はカットされている。